# Swope Glacier
Swope Glacier är en glaciär i Antarktis. Den ligger i Västantarktis. Inget land gör anspråk på området. Swope Glacier ligger 27 meter över havet.
Terrängen runt Swope Glacier är kuperad österut, men västerut är den platt. Swope Glacier ligger nere i en dal. Trakten är obefolkad. Det finns inga samhällen i närheten.